# Bulbophyllum reginaldoi
Bulbophyllum reginaldoi är en orkidéart som beskrevs av Marcos Antonio Campacci. Bulbophyllum reginaldoi ingår i släktet Bulbophyllum och familjen orkidéer. Inga underarter finns listade i Catalogue of Life.